# MTV's Beavis and Butt-Head
MTV's Beavis and Butt-Head est un jeu vidéo d'action basé sur la série d'animation Beavis et Butt-Head. La version Super Nintendo est développée par Realtime Associates, la version Game Gear par NuFX, et la version Mega Drive par Radical Entertainment, elles sont toutes éditées par Viacom New Media en 1994 pour l'Amérique du Nord et en 1995 pour l'Europe. Une version sur Game Boy développée par Torus Games sort en 1998.